# Fade In (программа)
Fade In Professional Screenwriting Software (далее Fade In) — программное обеспечение для написания сценариев кинофильмов и телепрограмм. Программа поддерживает стандартный (для Голливуда) сценарный формат, в том числе нумерацию сцен и реплик, автоматическое добавление MORE и CONT'D, ведение ревизий и так далее.
Автором программы является режиссёр и сценарист Кент Тессман (Kent Tessman), первая версия которой была выпущена в 2011 году.
Программа имеет версии для операционных систем Windows, Mac OS X и Linux. Также разработаны версии для мобильных устройств, работающих под управлением iOS (включая iPhone и iPad) и Андроид.

## Особенности программы
Fade In реализует стандартный набор функций, характерный для большинства программ для написания сценариев: работа со встроенными и пользовательскими блоками, настройка их форматирования, автозавершение ввода повторяющихся блоков (заголовки сцен, имена персонажей), работа с картами и т. д. Так же в программе реализован механизм создания и учёта ревизий (версий сценария), с соблюдением требований индустрии.
Помимо стандартных функций, программу выгодно выделяет ряд особенностей:
полная поддержка Unicode, возможность работы в полноэкранном режиме, пакетное создание PDF файлов с водяными знаками, поддержка наиболее распространённых сценарных форматов, в том числе Final Draft, Open Screenplay Format, Fountain, Celtx, Scrivener и прочее.

## Критика
Появление Fade In во многом было встречено положительно.
PCWorld дал программе 5 баллов из 5 возможных, выделив её простоту и профессиональный набор функций. MacWorld дал 4.5 балла из 5, отметив наличие всех необходимых функций, реализованных ранее в индустриальном стандарте Final Draft, но по стоимости в 4 раза меньше. Положительные отзывы были получены и в Linux Journal.
Независимый обзор от Top Ten Reviews поставил Fade In в один ряд с лучшими сценарными программами — Final Draft, Movie Magic Screenwriter и Celtx.
Достаточно широкое распространение программа получила и среди российских сценаристов. По опросу, проведённому А.Молчановым, Fade In используют 21 % опрошенных сценаристов.